# Schopfheim
Schopfheim est une ville du Bade-Wurtemberg située dans l'arrondissement de Lörrach.

## Galerie

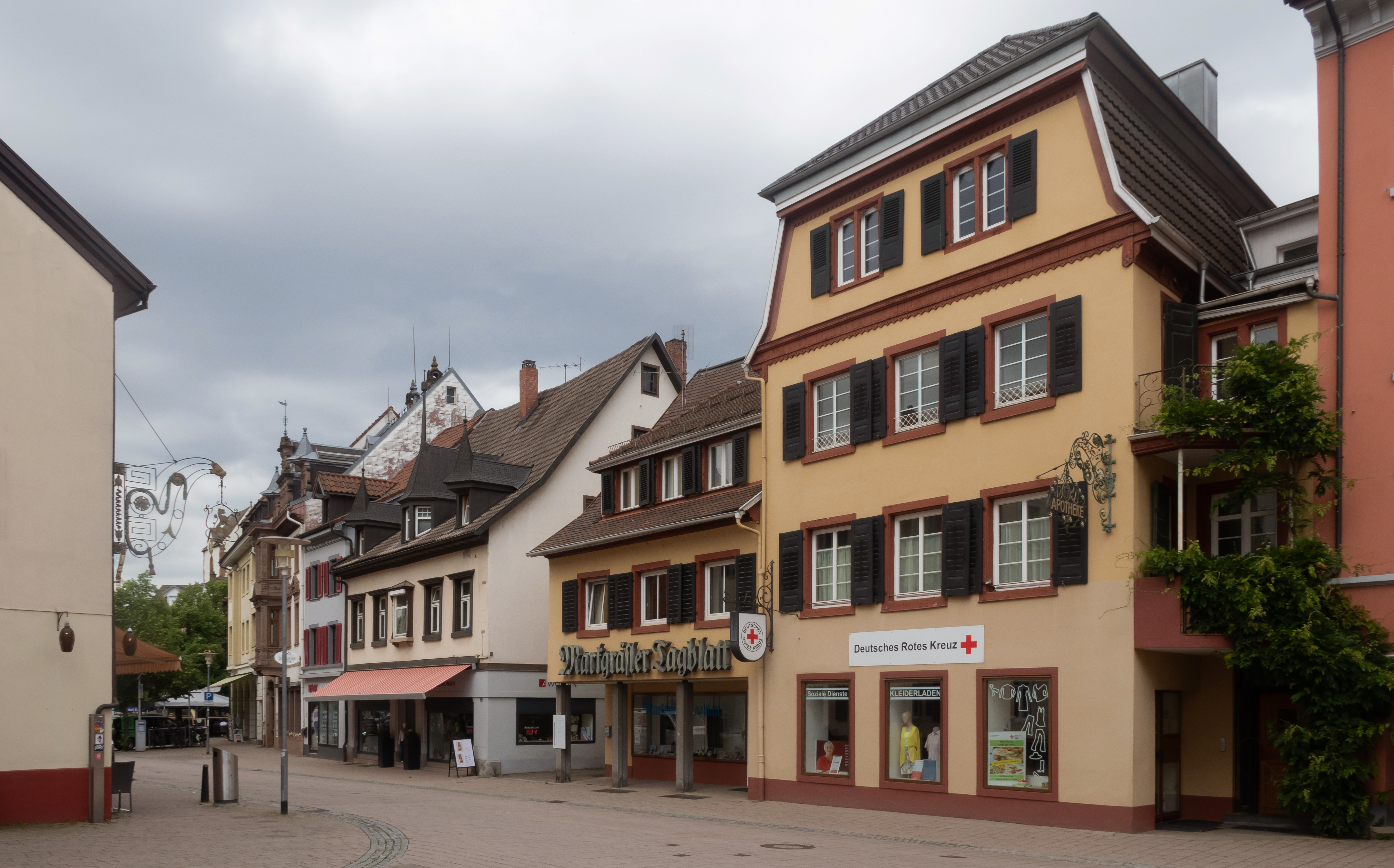
Vue dans la rue: Hauptstrasse
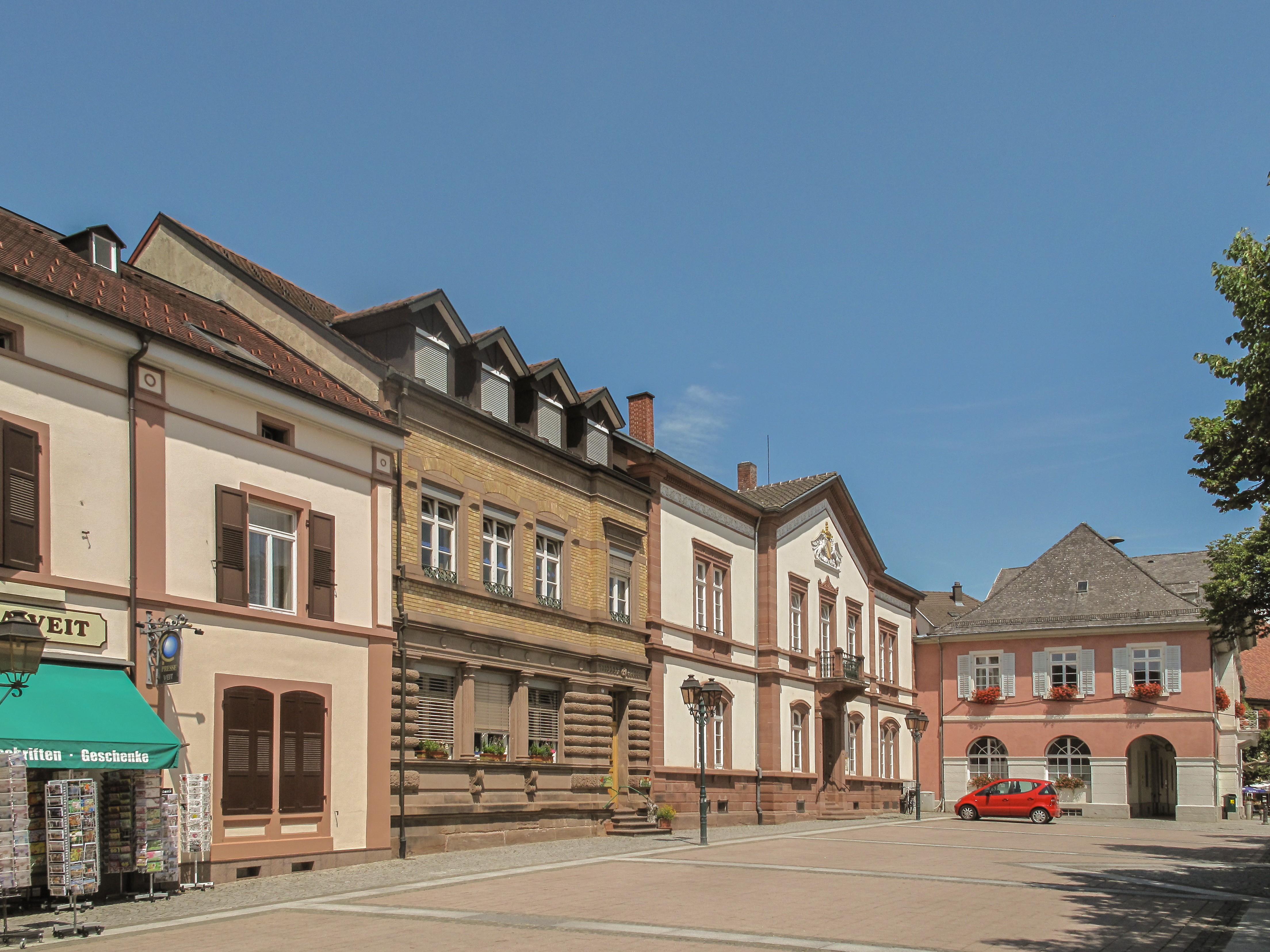
Vue dans la rue au marché
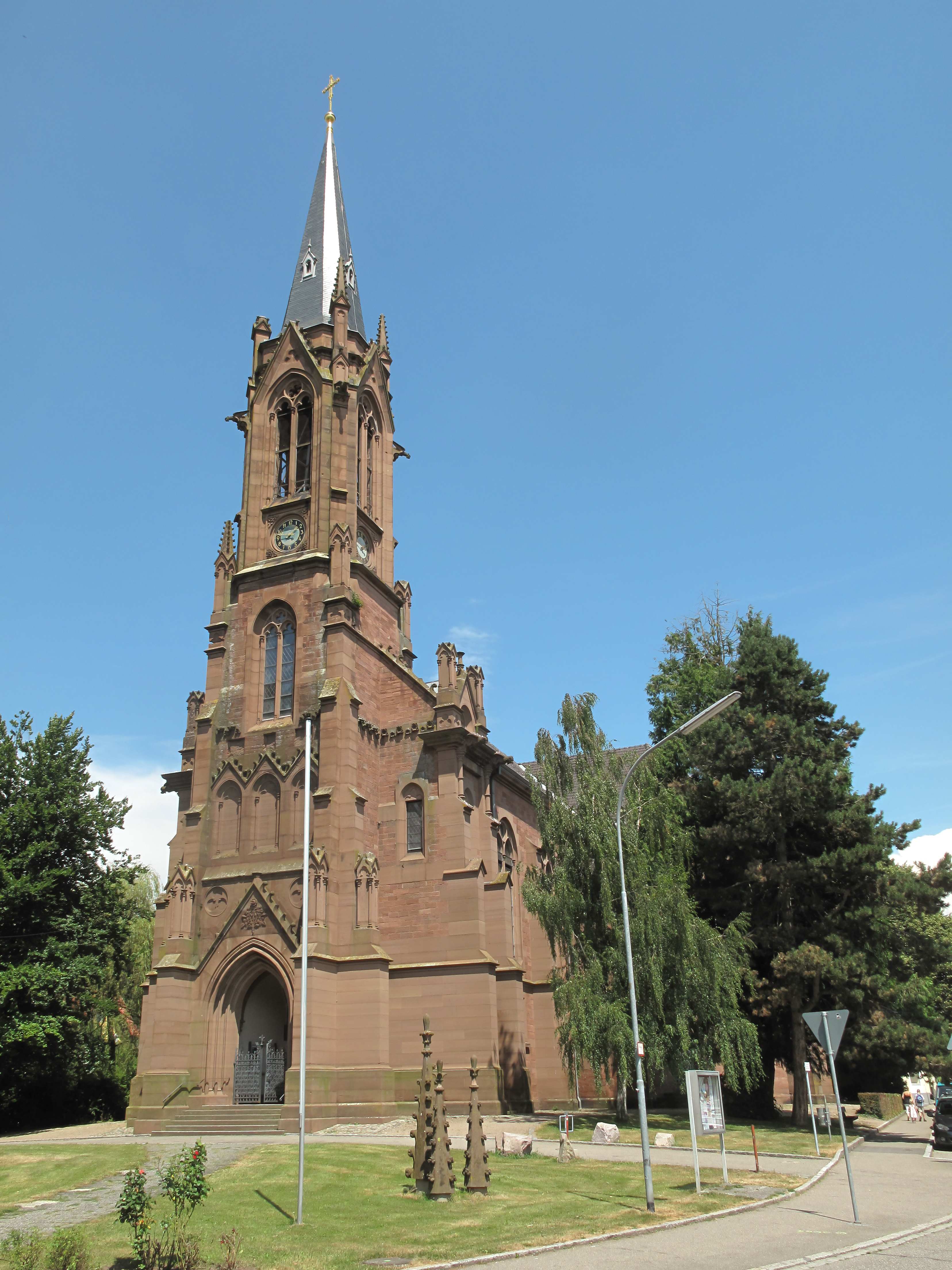
l'église protestante
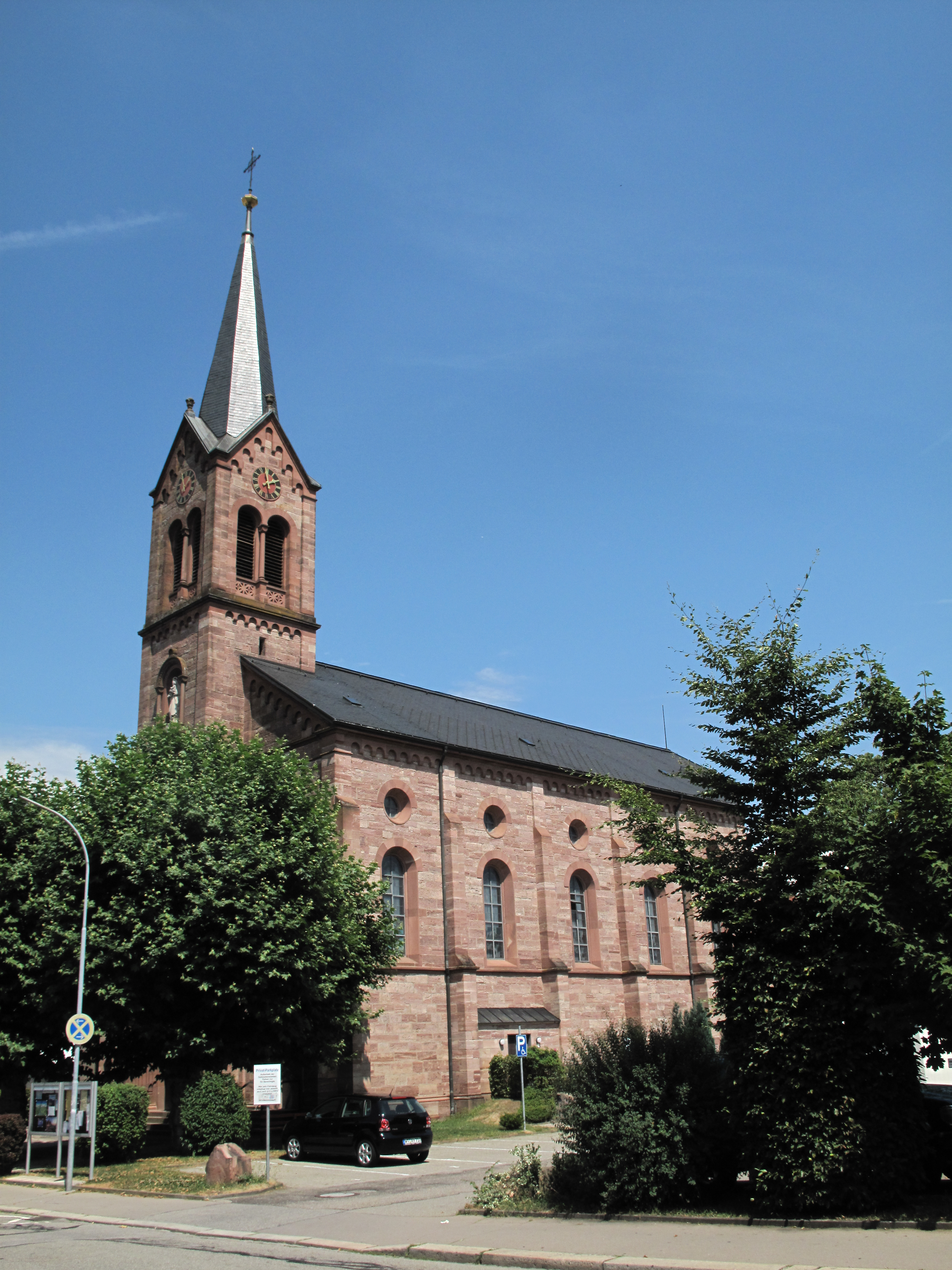
l'église catholique

## Quartiers (Ortsteile)
7 villages précédemment autonomes ont été rattachés à la ville de Schopfheim lors du regroupement territorial des années 1970 :
- Fahrnau (rattaché le 1er juillet 1971)
- Langenau (rattaché le 1er juillet 1972)
- Raitbach (rattaché le 1er janvier 1973)
- Enkenstein (rattaché le 1er juin 1974)
- Gersbach (rattaché le 1er octobre 1974)
- Eichen et Wiechs (rattachés le 1er janvier 1975)

De plus, la commune de Kürnberg avait déjà été rattachée à la commune de Fahrnau le 1er octobre 1934.
Ces huit anciennes communes forment aujourd'hui, avec la ville centrale, les neuf quartiers de Schopfheim.

### Anciennes armoiries des communes rattachées

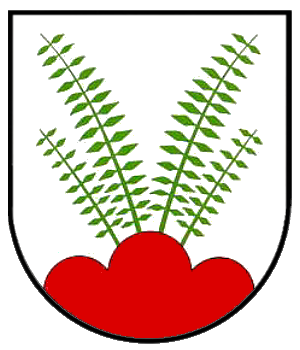
Fahrnau
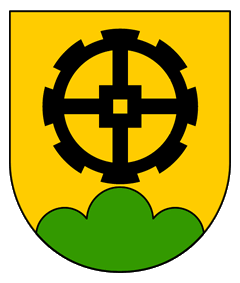
Kürnberg
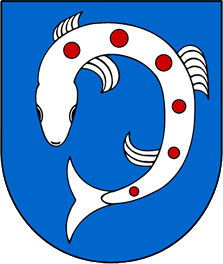
Langenau
Raitbach
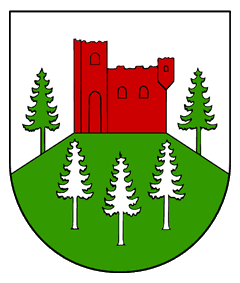
Enkenstein
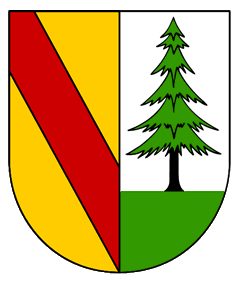
Gersbach
Wiechs
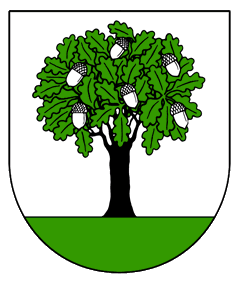
Eichen

## Jumelage
- Poligny (Jura) (France) depuis 1967
- Ronneby (Suède) depuis 1987
- Kleinmachnow (Allemagne) depuis 1996
- Dikome (Cameroun) depuis 2000
- Klatovy (Tchéquie)